# Trautmannsdorf in Oststeiermark
Trautmannsdorf är en ort i  kommunen Bad Gleichenberg i Österrike. Den ligger i distriktet Südoststeiermark i förbundslandet Steiermark.
Trautmannsdorf var tidigare en självständig kommun med namnet Trautmannsdorf in Oststeiermark, men blev den 1 januari 2015 en del av kommunen Bad Gleichenberg. Kommunen bestod av två orter (Ortschaften) (inom parentes invånarantal 1 januari 2024):
- Hofstätten (109)
- Trautmannsdorf (698)